# ستيف ويكس
ستيف ويكس (بالإنجليزية: Steve Wicks)‏ (3 أكتوبر 1956 بريدنغ في المملكة المتحدة - ) هو مدرب كرة قدم ولاعب كرة قدم بريطاني في مركز الدفاع. شارك مع منتخب إنجلترا تحت 21 سنة لكرة القدم. أما مع النوادي، فقد لعب مع تشيلسي وديربي كاونتي وكريستال بالاس وكوينز بارك رينجرز.

## وصلات خارجية
- ستيف ويكس على موقع قاعدة بيانات كرة القدم.إي يو (الإنجليزية)